# 小長谷清実
小長谷 清実（こながや きよみ、男性、1936年2月16日 - 2017年11月26日 ）は、日本の詩人。
静岡県静岡市生まれ。静岡県立静岡高等学校を経て、上智大学文学部英文科在学中から詩誌「氾」同人となる。大学卒業後、電通に勤務。現代詩人会会員。1977年『小航海26』で第27回H氏賞受賞。1991年『抜けがら狩り』で第21回高見順賞受賞。2007年『わが友、泥ん人』で第25回現代詩人賞受賞。
跡見学園女子大学の教授で、元IBC岩手放送アナウンサーの小長谷悠紀は娘。その夫で同郷でもあるフジテレビアナウンサーの青嶋達也は義息子にあたる。

## 著書
- 『希望の始まり 詩集』思潮社 1970 (限定300部)
- 『小航海26 詩集』百鬼界 1976 (限定350部)
- 『小航海26 詩集』れんが書房新社 1977
- 『玉ネギが走る 詩集』れんが書房新社 1979
- 『ナフタリンの臭う場所 詩集』れんが書房新社 1981
- 『スクラップ、集まれ 詩集』れんが書房新社 1983
- 『小長谷清実詩集』思潮社 (現代詩文庫)　1985
- 『くたくたクッキー』思潮社 1986
- 『脱けがら狩り 詩集』思潮社 1989
- 『東京、あっちこち』れんが書房新社 1991
- 『目ぐすり一滴！』書肆山田 1994
- 『藁科、その他 旅、たちくらみ』書肆山田 1997
- 『ひとつひまわり』福知伸夫え 福音館書店 1998
- 『わが友、泥ん人』書肆山田 2006
- 『はだしになっちゃえ』サイトウマサミツえ　福音館書店　2014
- 『あららありゃりゃ』五辻盈え　福音館書店　2016

### 翻訳
- アラン=ベーカー『ベンジャミンのはこ』偕成社 1981